# 旧亀岡家住宅
旧亀岡家住宅（きゅうかめおかけじゅうたく）は、かつて福島県伊達郡桑折町に所在し、同県伊達市保原町に移築された住宅建築。日本国の重要文化財に指定されている。

## 概要
明治37年（1904年）頃に蚕種製造を手掛けた亀岡家が桑折町に建築した。建物は昭和61年（1986年）に当時の保原町（現・伊達市の一部）に寄贈され、平成7年（1994年）に伊達市保原総合公園内に移築された。建物の外部は洋風だが、内部は和風の造作になる。、保原歴史文化資料館とともに伊達市が管理している。

## 建築
設計は福島県技手の江川三郎八、施工は飯坂町の大工小笠原国太郎。座敷部は木造2階建、寄棟造。居住部は木造平屋建、入母屋造。総桟瓦葺。正面中央に半八角形平面の塔屋状の突出部を持つ黄色を基調とする、外観は洋風建築である。一方で内部は和風となっており、座敷を中心に構成されている。銘木を多用して造作に技巧が凝らされており、主人居間の「折上げ格天井」など細部にまでこだわりが見られる。平成28年（2016年）7月25日、国の重要文化財に指定された。

## 利用情報
- 開館時間 - 9時から17時まで（最終入館16時30分まで）
- 休館日 - 毎週火曜日、年末年始
- 入館料 – 大人210円、小中高生100円（保原歴史文化資料館入館料に含まれる）

## 交通アクセス
- 阿武隈急行線大泉駅より徒歩7分